# Campidoglio (Montpelier)
Il Campidoglio di Montpelier (in inglese Vermont State House) è la sede governativa dello Stato del Vermont, negli Stati Uniti d'America. Infatti in questo palazzo ha sede l'Assemblea generale del Vermont, composta dalla Camera dei rappresentanti e dal Senato.
L'attuale edificio fu completato nel 1859 dall'architetto Thomas Silloway e costruito in stile neoclassico.

## Storia
Il primo Campidoglio fu costruito tra il 1805 e il 1809, anno in cui fu inaugurato, fu costruito nel luogo in cui poi sorse l'edificio, inaugurato nel 1918, in cui ha sede la Corte Suprema del Vermont.
Nel 1833 si decise di edificare una nuova sede per il Parlamento statale e si scelse il luogo in cui sorge l'edificio attuale. Il secondo Campidoglio, costruito tra il 1833 e il 1838, fu progettato dall'architetto Ammi Young, autore del progetto della sede del Dipartimento del Tesoro degli Stati Uniti, e rappresentava una rinascita dello stile greco classico, ispirandosi nella struttura al Tempio di Efesto ad Atene. L'edificio era su due piani a pianta cruciforme sormontata al centro da una cupola ribassata, realizzato in marmo grigio di Barre e con un portico dorico anteriore. Nel 1857 l'edificio fu vittima di un incendio da cui si salvò soltanto il portico dorico, presente nell'edificio attuale.
Nello stesso anno si iniziò la ricostruzione su progetto di Thomas Silloway, che recuperò il portico e parti delle mura granitiche, aggiunse un'ulteriore campata di finestre su entrambi i lati e alzò la cupola (struttura di legno coperta da fogli di rame), forse per imitare la struttura della cupola del Campidoglio di Washington, che in quel periodo era in costruzione. La cupola e il tetto attuali erano in origine dipinti di rosso terracotta per imitare le tegole toscane, e la stessa nel XX secolo fu dorata. Negli anni '80 e fino al 1994 l'edificio fu ristrutturato dall'architetto David Schütz e da un comitato locale.

## Galleria d'immagini

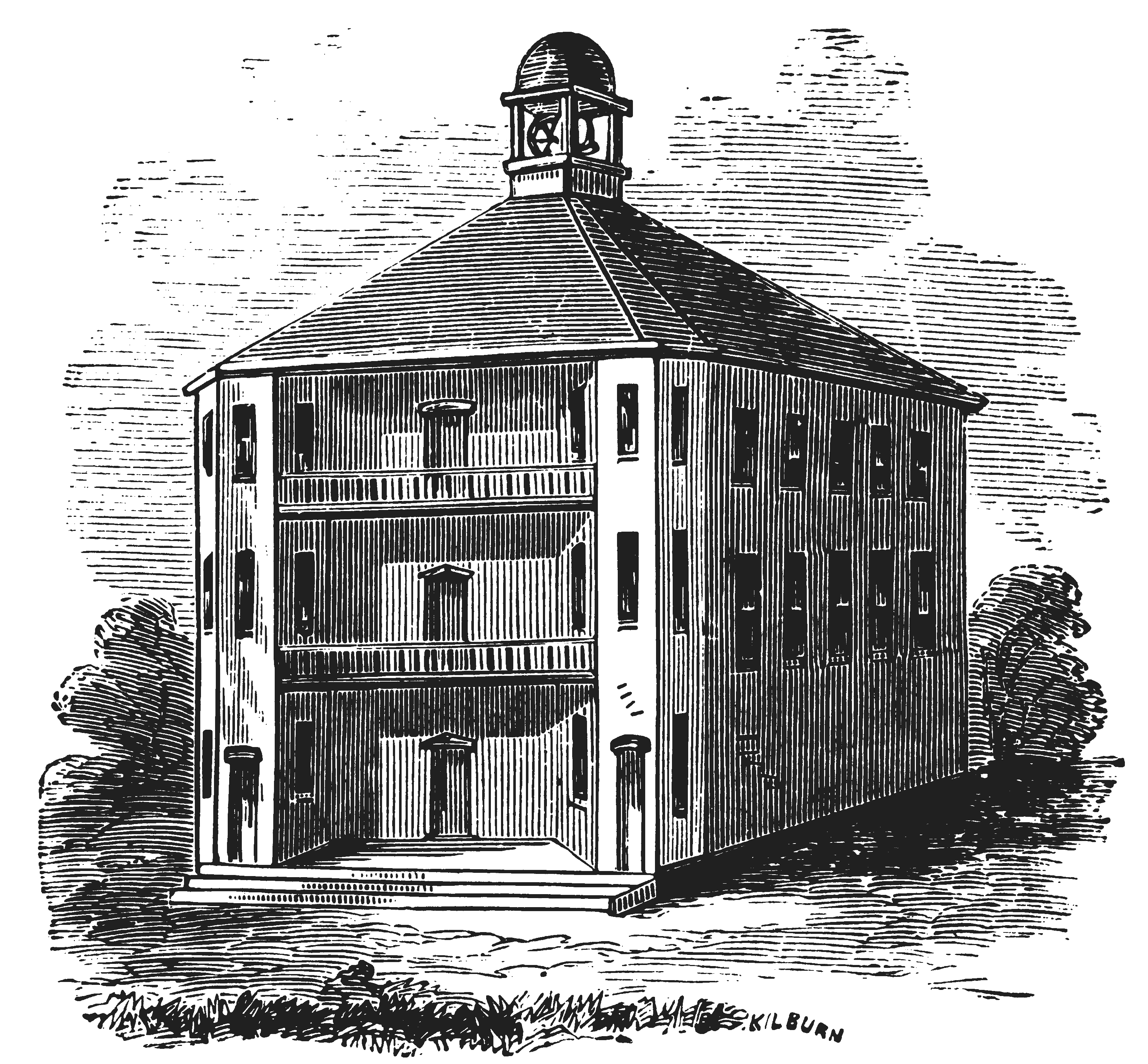
Il primo Campidoglio (1805-1809)
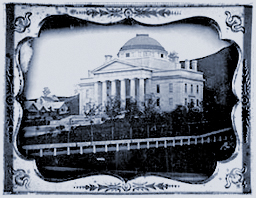
La seconda sede del Parlamento del Vermont (1833-1838) in un'immagine del 1856
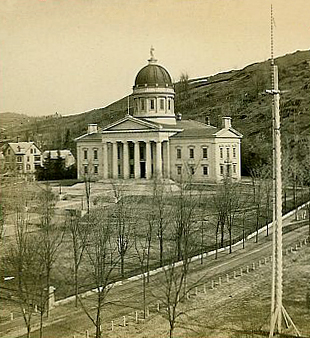
la terza ed attuale sede del Parlamento del Vermont (1857-1859) in una foto del 1870